# Laura Xmas
Laura Xmas è il diciassettesimo album (il dodicesimo in studio) della cantante italiana Laura Pausini, pubblicato il 4 novembre 2016 dalla Atlantic Records.
L'album viene pubblicato lo stesso giorno anche in lingua spagnola con il titolo Laura Navidad.

## Antefatti
L'8 settembre 2016, attraverso la pagina Facebook dell'artista, è stato annunciato che il 4 novembre 2016 sarebbe stato pubblicato un nuovo album di musica natalizia intitolato Laura Xmas e Laura Navidad in lingua spagnola. Nello stesso giorno è stata svelata anche la copertina dell'album, mentre il 15 settembre 2016 la lista tracce

## Concezione
L'album contiene dodici cover dei classici della tradizione natalizia tra cui Santa Claus Is Coming to Town (primo singolo estratto il 4 novembre 2016), Jingle Bells, White Christmas (anche in francese nella versione dell'album pubblicata in Francia con il titolo Noël Blanc), Happy Xmas (War Is Over), Astro del Ciel in lingua italiana e Adeste fideles in lingua latina. Tutte le tracce sono state arrangiate in genere swing, dirette dalla Patrick Williams Orchestra e registrate nei Capitol Studios di Los Angeles.
L'album, distribuito in oltre 60 paesi, è stato presentato alla stampa il 23 e 24 novembre 2016 a Disneyland Paris a Parigi.
Laura Xmas viene pubblicato anche in formato vinile 33 giri in tiratura limitata a 2000 copie. A dicembre 2022, viene ripubblicato nuovamente in vinile dalla copia 3001 alla 5000.
Il 17 novembre 2017 è stata pubblicata l'edizione deluxe dell'album, un cofanetto contenente in un unico CD tutte le tracce in italiano, inglese, spagnolo e francese e un DVD contenente i videoclip di Santa Claus Is Coming to Town/Santa Claus ilegó a la ciudad e Noël Blanc e uno speciale concerto di natale registrato al Teatro comunale Ebe Stignani di Imola il 4 ottobre 2016. L'evento speciale è stato trasmesso il 24 dicembre 2016 in Francia sul canale Melody (Speciale di Natale con Laura Pausini), in Spagna su La 1 e negli Stati Uniti su Univision (Navidad con Laura Pausini).

## Accoglienza
Billboard ha definito la versione swing di Santa Claus Is Coming to Town "troppo buona per essere esclusa" dalla lista delle 13 canzoni pop di Natale di tutto il mondo per la playlist delle vacanze. Secondo la rivista musicale americana la Pausini "è un tesoro nazionale in Italia, ma è popolare in molti angoli del globo".
Billboard ha incluso nella lista delle migliori cover di Feliz Navidad di José Feliciano anche la versione registrata da Laura Pausini.

## Tracce

### Laura Xmas(Italia)
- CD: 5054197327223

- LP: 5054197367618

1. It's Beginning to Look a Lot Like Christmas – 3:57 (Meredith Willson)
2. Let It Snow! Let It Snow! Let It Snow! – 3:00 (testo: Sammy Cahn – musica: Jule Styne)
3. Santa Claus Is Coming to Town – 2:07 (John Frederick Coots, Haven Gillespie)
4. Jingle Bell Rock – 3:47 (Joseph Carleton Beal, James Ross Boothe)
5. Have Yourself a Merry Little Christmas – 4:05 (testo: Ralph Blane – musica: Hugh Martin)
6. Jingle Bells – 3:26 (James Pierpont)
7. White Christmas – 2:21 (Irving Berlin)
8. Happy Xmas (War Is Over) – 3:23 (John Lennon, Yōko Ono)
9. Feliz Navidad – 3:43 (José Feliciano)
10. Adeste fideles – 3:10 (John Francis Wade)
11. Oh Happy Day – 4:40 (Edwin Hawkins)
12. Astro del Ciel – 4:49 (testo: Angelo Meli – musica: Franz Xaver Gruber)

### Laura Xmas(Francia)
- CD: 5054197430923

1. Noël Blanc – 2:21 (Irving Berlin)

### Laura Navidad
- CD: 5054197327827

1. It's Beginning to Look a Lot Like Christmas – 3:57 (Meredith Willson)
2. Va a Nevar – 3:00 (testo: Sammy Cahn – musica: Jule Styne)
3. Santa Claus llegó a la ciudad – 2:07 (John Frederick, Coots Haven Gillespie)
4. Jingle Bell Rock – 3:47 (Joseph Carleton Beal, James Ross Boothe)
5. Have Yourself a Merry Little Christmas – 4:05 (testo: Ralph Blane – musica: Hugh Martin)
6. Jingle Bells – 3:26 (James Pierpont)
7. Blanca Navidad – 2:21 (Irving Berlin)
8. Happy Xmas (War Is Over) – 3:23 (John Lennon, Yoko Ono)
9. Feliz Navidad – 3:43 (José Feliciano)
10. Adeste fideles – 3:10 (John Francis Wade)
11. Oh Happy Day – 4:40 (Edwin Hawkins)
12. Noche de paz – 4:49 (testo: Joseph Mohr – musica: Franz Xaver Gruber)

### Laura Xmas - Deluxe Edition- Edizione 2017
- CD+DVD: 5054197907722

CD
1. It's Beginning to Look a Lot Like Christmas – 3:57 (Meredith Willson)
2. Let It Snow! Let It Snow! Let It Snow! – 3:00 (testo: Sammy Cahn – musica: Jule Styne)
3. Blanca Navidad – 2:21 (Irving Berlin)
4. Astro del Ciel – 4:49 (testo: Angelo Meli – musica: Franz Xaver Gruber)
5. Santa Claus ilegó a la ciudad – 2:07 (John Frederick, Coots Haven Gillespie)
6. Have Yourself a Merry Little Christmas – 4:05 (testo: Ralph Blane – musica: Hugh Martin)
7. Va a nevar – 3:00 (testo: Sammy Cahn – musica: Jule Styne)
8. Santa Claus Is Coming to Town – 2:07 (John Frederick Coots, Haven Gillespie)
9. Jingle Bell Rock – 3:47 (Joseph Carleton Beal, James Ross Boothe)
10. Noël blanc – 2:21 (Irving Berlin)
11. Jingle Bells – 3:26 (James Pierpont)
12. White Christmas – 2:21 (Irving Berlin)
13. Feliz Navidad – 3:43 (José Feliciano)
14. Happy Xmas (War Is Over) – 3:23 (John Lennon, Yoko Ono)
15. Adeste fideles (John Francis Wade)
16. Noche de paz – 4:49 (testo: Joseph Mohr – musica: Franz Xaver Gruber)
17. Oh Happy Day – 4:40 (Edwin Hawkins)

DVD
1. Laura Xmas (Special concert)
2. Laura Navidad (Special concert)
3. Santa Claus Is Coming to Town (Videoclip)
4. Santa Claus ilegó a la ciudad (Videoclip)
5. Noël blanc (Videoclip)

## Registrazione
- Capitol Studios, Los Angeles: registrazione
- ORS Oliveta Recording Studio, Castel Bolognese: registrazione
- The Bakery, Los Angeles: masterizzazione

## Riconoscimenti
Il 5 giugno 2017, in occasione dell'annuale Wind Music Award, Laura Xmas è stato premiato nella categoria Album Multiplatino.

## Classifiche
Laura Xmas esordisce al primo posto della classifica italiana degli album, anche nella classifica dei Vinili.
Negli classifica Billboard degli Stati Uniti d'America ottiene il 3º posto nel World Albums e il 10º posto nella classical albums.

### Classifiche settimanali
| Classifica (2016) | Posizione massima |
| ----------------- | ----------------- |
| Belgio (Fiandre)  | 93                |
| Belgio (Vallonia) | 41                |
| Italia            | 1                 |
| Italia (Vinili)   | 1                 |
| Spagna            | 15                |
| Svizzera          | 19                |

### Classifiche di fine anno
| Classifica (2016) | Posizione |
| ----------------- | --------- |
| Italia            | 6         |